# Trevor Lennen
Trevor Lennen (Ciudad de Belice, Belice, 5 de junio de 1983) es un futbolista beliceño que juega de defensa en el Police United FC de la Premier League of Belize. Además, es integrante de la Selección de fútbol de Belice, tiene 37 partidos internacionales y un solo gol internacional que además fue en contra ante la Selección de fútbol de México.

## Clubes
| Club             | País   | Año             |
| ---------------- | ------ | --------------- |
| Verdes FC        | Belice | 2003 - 2012     |
| Police United FC | Belice | 2012 - Presente |

- Datos: Q6152284